# Bailliage de Sens
Le Bailliage de Sens est une ancienne circonscription territoriale française qui faisait le ressort de la juridiction de la Coutume de Sens et correspondant à l'ancienne cité des Sénons. Le Bailliage de Sens était le plus ancien et un des plus étendus de France, il ressortissait en appel du Parlement de Paris.

## Histoire
Le bailliage était le territoire administré par un bailli, représentant du seigneur supérieur ou du roi. Le bailli, homme noble ayant des fonctions guerrières et de justice, fut par la suite doublé par un magistrat prenant en charge les fonctions judiciaires, appelé bailli de robe longue, par opposition au bailli de robe courte montant à cheval. Les bailliages étaient eux-mêmes divisés en prévôtés. Ils ont été supprimés et remplacés par les départements en février 1790.

### Le plus ancien bailliage de France
Le bailliage de Sens est considéré comme le plus ancien de France. Sens fut réuni à la couronne en 1015, Philippe Auguste y fixa en 1184 le siège d'un bailliage royal localisé en tant que tel en 1194. 
Pour autant, la terminologie commence pendant plusieurs décennies par privilégier la désignation du titulaire de l'office de bailli, plutôt que celle d'un territoire. En 1202, les premiers comptes font bien apparaître un ressort territorial.
La bailliage de Sens a aussi été le plus vaste, comprenant toute la haute vallée de la Seine jusqu'à Langres.
À certains moments, la baillie de Sens a été unie à celle d'Orléans au début du XIIIe siècle.
Le bailli de Sens commence, comme ses premiers collègues, par appliquer l'ordonnance de 1155 sur la paix dans le royaume, essentiellement au profit de l'Église. En 1192, lors du testament de Philippe Auguste, il lui est demandé de surveiller l'activité juridictionnelle des prévôts de leur ressort, quitte à en réformer les jugements (rôle juridictionnel), et d'informer le Roi (rôle politique). Il ne peut être démis que par lui. En 1202, il centralise les excédents des caisses prévôtales (rôle financier). Parfois d'humble extraction à partir de Blanche de Castille (ex; Étienne Tastesaveur), le bailli reste très rarement longtemps dans le même ressort. 
Dès les premiers combats contre les Anglo-Navarrais, le roi désigne des membres de la noblesse et le bailli est chargé des questions de défense civile. Il est au moins nommé capitaine de la cité du siège de sa circonscription, parvenant à y adjoindre l'ancienne fonction de châtelain, d'où la titulature fréquente de « bailli, capitaine et châtelain » . Il est ainsi au cœur des opérations de défense passive. À la fin du XIVe siècle, le bailli, chargé du gouvernement de la ville d'Asti en Italie, s'en remet à un lieutenant général pour régler la vie juridictionnelle de son vaste bailliage : Jean Tribolé est ainsi le premier lieutenant général de bailliage connu en France. Des officiers du bailliage gagnent le parlement de Paris.
L'acquisition du comté d'Auxerre et la volonté de ne pas alourdir la charge fiscale des sujets conduisent à ne nommer qu'un titulaire unique : "le bailli de Sens et Auxerre". Le système judiciaire auxerrois, déjà en retard sous la période comtale, est totalement dépendant du bailliage de Sens et de sa dynamique prévôté de Villeneuve-le-Roi (aujourd'hui sur Yonne). Cette dernière est d'ailleurs au centre des rancœurs exprimées au cours de la célèbre entrevue de Péronne.
À compter de la guerre entre Armagnacs et Bourguignons, les baillis de Sens sont des favoris de Charles VII et de Louis XI. Ils en subissent les affres. Guillaume Jouvenel des Ursins, devenu chancelier de France, sera incarcéré par un Louis XI rancunier, et Charles de Melun sera exécuté pour avoir négocié de manière autonome.
À la mort du duc de Bourgogne Charles le Téméraire, Louis XI soucieux de se concilier les bonnes grâces de ses nouveaux sujets, permet au bailliage d'Auxerre de préserver son autonomie acquise sous les ducs, et d'étendre son ressort selon une règle géométrique. Pour autant, l'application de cette décision attendra un demi-siècle pour être effective, avec l'aide des magistrats parisiens et contre la volonté des campagnes ainsi privées des facilités et du professionnalisme sénonais. Effectivement, le bailliage de Sens est le premier à rendre son travail de rédaction de ses coutumes. Paris saura s'inspirer de ce travail pionnier. 
Dès lors, le bailliage perd en prestige. La présidialité lui est naturellement acquise. Le ressort sera encore abrégé à la fin des guerres de Religion par la perte de Langres. Les baillis sont tirés de la noblesse, mais ne jouent guère de rôle dans la haute politique comme par le passé.
En 1400, le bailliage de Sens est apparemment le premier à élever un de ses lieutenants à la fonction de lieutenant-général du bailliage : Jehan Tribole en 1400. À l'époque, son bailli, de par son autre fonction de bailli d'Asti, n'était pas en mesure de distribuer lui-même le travail entre ses différents lieutenants, à la fois à Sens (trois, dont lui-même) et à Auxerre (deux). 

### Un territoire qui diminue au cours des siècles
Le ressort du bailliage de Sens était très étendu, il a été plusieurs fois réduit au cours des siècles pour créer des bailliages autonomes.
Primitivement, son ressort de Sens comprenait la cité et le Sénonais (ancien pays des Sénons comprenant les villes de Joigny, Montereau, Saint-Florentin, Villeneuve-sur-Yonne, Villeneuve-l'Archevêque et Nogent-sur-Seine), la Brie française (Melun), le Bas Gâtinais (Nemours). 
Le bailli a connaissance des faits survenus dans les terres des grands féodaux : le comte d'Auxerre (pour Courtenay, l'Auxerrois, le Tonnerrois, la Puisaye et le Donziois), les domaines du chapitre de la cathédrale de Troyes (Nord-Ouest du pays Troyen), ceux de l'archevêque de Langres, et du Chapitre de Langres (jusqu'à la Saône), le Barrois dit "Mouvant", quelques affaires bourguignonnes (jusqu'à la création d'un bailliage royal à Mâcon et à Saint-Pierre-le-Moûtier).
Avant la création en 1300 du bailliage de Troyes, une partie du comté de Champagne était soumise au bailli de Sens pour tous les cas royaux et privilégiés; peu après, en 1332, le comté de Joigny et la châtellenie de Saint-Maurice-Thizouaille furent aussi attribués au bailliage de Troyes qui en conserva la juridiction jusqu'en 1638, date de la création du Présidial de Montargis.
Toujours vers 1332, les pays de Montargis, Lorris en Gâtinais, Lorrez-le-Bocage et Boiscommun sont aussi détachés du ressort du bailliage de Sens et réunis au bailliage d'Orléans.
En 1335 et 1358, les villes de Melun et de Moret-sur-Loing sont séparées du bailliage de Sens par le roi Jean qui les abandonne à Blanche de Navarre, veuve de Philippe de Valois. Le ressort du bailliage de Melun s'étendait sur quatre cents paroisses. 
La révolte de la reine douairière de Navarre fait que le régent Charles (V) retire la Brie française au bailli de Sens. En 1404, dans le cadre du règlement du contentieux avec la maison d'Évreux-Navarre, l'érection d'un duché à Nemours avec son propre bailliage prive le bailliage de Sens du Bas-Gâtinais dont faisaient partie Nemours, Pont-sur-Yonne et Château-Landon.
En 1411, le duc de Bourgogne s'empare d'Auxerre jusque-là délibérément privé de bailli royal, et y instaure un bailliage ducal autonome. Le fait est avalisé au traité d'Arras (1435), mais le bailliage de Sens règne en maître sur les campagnes auxerroises, nivernaises et donzioises. Ce ressort sera perdu sous François Ier avec une intervention particulièrement musclée du parlement de Paris désireux de vaincre les résistances des populations refusant d'être soumises à l'amateurisme des magistrats d'Auxerre. 
En 1555, la révision de la coutume de Sens permet d'enregistrer les vieilles prétentions de la magistrature de Sens sur le Gâtinais, le Barrois mouvant, le val de Saône. 
Le bailliage conservera dès lors sa circonscription composée essentiellement du Sénonais et de l'Auxerrois, le Jovinien continuant à lui échapper.

## Ressort
Le territoire des coutumes générales du bailliage de Sens s'étend à l'ouest et au sud des bailliages de Troyes et de Chaumont, et se trouve resserré entre ces bailliages, ceux de Montargis et d'Auxerre, et les deux Bourgogne, de manière à former une ceinture assez étroite où sont compris :
- Sens (avec des coutumes particulières) et l'ancien Sénonais,
- une partie du Gâtinais,
- une partie de la Puisaye,
- Marcilly-le-Hayer,
- Brienon-l'Évêque,
- Villeneuve-le-Roi, avec Seignelay et Chablis;
- la baronnie Seignelais, Tonnerre et le Tonnerrois, avec Ancy-le-Franc, Ligny-le-Châtel;
- le pays de Langres et le comté de Montsaugeon (avec aussi des coutumes particulières posant le principe de l'allodialité des terres);
- Montigny-sur-Aube,
- Prauthoy,
- Mussy-l'Évêque,
- Neuilly-l'Évêque, etc.[7] ;

Était aussi compris dans ce ressort, jusqu'en 1571, en remontant vers le nord-est une partie du Bassigny et du Barrois, qui sont devenus des coutumes indépendantes :
- Prévôté, puis bailliage de Bar-le-Duc, avec Ligny, Pierrefitte (rattaché au nouveau bailliage et nouvelle coutume de Bar),
- Prévôté de Gondrecourt-le-Château (ancien ressort de Chaumont, nouveau Bailliage de Bassigny, ressort de Paris)
- Prévôté de La Marche (rattaché au nouveau Bailliage de Bassigny, ressort de Paris),
- Prévôté de Châtillon-sur-Saône (rattaché au bailliage de Bassigny, ressort de Paris),
- Prévôté de Conflans-en-Bassigny (rattaché au bailliage de Bassigny, ressort de Paris)
- Prévôté de La Motte (rattaché au bailliage de Bassigny, ressort de Nancy)
- Prévôté de Bourmont (rattaché au bailliage de Bassigny, ressort de Nancy)
- Prévôté, puis bailliage et comté de Clermont-en-Argonne (nouveau bailliage et coutume de Clermont, ressortissant de Paris)
- Prévôté de Montignon (rattaché au bailliage et coutume de Clermont, ressort de Paris),
- Prévôté de Varennes (rattaché au bailliage de Clermont)[9].

Pour le ban et l'arrière ban de 1545, le bailliage de Sens comprenait les seigneuries des pays suivants: le Sénois, le Gâtinois, le Puisaye, le Tonnerrois, le Langrois et le Barrois mouvant.

## Subdivisions
Les magistrats de juridictions inférieures doivent se faire pourvoir au bailliage de Sens. 

### Siège particulier de Villeneuve-le-Roi
Villeneuve-le-Roi a commencé par être dotée d'une prévôté. Celle-ci, extrêmement active, permet des interventions judiciaires royales dans le  Nivernais puis en Bourgogne ducale. Elle abuse du système de l'immatriculation en bourgeoisie qui permet à des sujets bourguignons de se déclarer bourgeois du Roi après immatriculation à la prévôté de Villeneuve-le-Roi et de choisir de relever de cette juridiction royale en cas d'instance. Charles le Téméraire, justement irrité par cette pratique, en fait un des objets principaux réglés lors de la célèbre entrevue de Péronne.
En s'emparant du duché de Bourgogne contre les droits de Marie de Bourgogne, Louis XI procède à des concessions permettant d'acheter les consciences. Il accorde ainsi aux habitants d'Auxerre le maintien d'un bailliage autonome (arraché au temps du duc Jean sans Peur) et le rattachement de nombreux territoires relevant depuis longtemps du bailliage de Sens au travers sa prévôté de Villeneuve-le-Roi. Bien entendu, le personnel de la prévôté refuse de s'incliner pendant un demi-siècle. 
François Ier, totalement accessible aux gestes financiers, consent à écouter les plaintes auxerroises, et nomme des magistrats pour vaincre la résistance villeneuvienne. La brusque offensive des magistrats du parlement de Paris, venus en personne vaincre les résistances, provoque la ruine de la prévôté de Villeneuve. 
Le bailliage de Sens se réorganise, concédant jusqu'à la fin du XVIIe siècle un "siège particulier" à Villeneuve-le-Roi venant remplacer la défunte prévôté. Ce siège particulier est richement pourvu en charges : lieutenances, procureur du Roi, etc.

### Siège particulier de Langres et de Montsaugeon
Le bailliage de Sens connaissait des causes de Langres et de sa région. Au milieu du XVIe siècle, un siège particulier est érigé, pourvu entre les mains de Sénonais, permettant de calmer les demandes d'autonomisation de l'appareil judiciaire. Cette manœuvre de retardement n'enrayera pas l'émergence d'un bailliage à Langres.

### Prévôtés royales
Les prévôtés ont été des entités de gestion et judiciaires mises en place au début du XIe siècle en ce qui concerne le domaine royal. Pendant plus de deux cents ans, leur cadre ne fait que doubler celui des comtés-vicomtés. Les prévôtés royales sont donc peu nombreuses (en l'espèce, une seule à Sens). Elles risquent rapidement de se féodaliser. En les soumettant à fermage et à prud'homie au début de son règne, Philippe Auguste enraye la féodalisation en cours. Les prévôtés restent peu nombreuses et couvrent donc plusieurs unités domaniales confiées à un villicus (intendant villegeois). Leur nombre est brusquement multiplié par Blanche de Castille. La Couronne pense alors échapper aux oligarchies financières qui se portent adjudicatrice lors ds enchères. Ainsi, le bailliage de Sens se dote de prévôtés à Villeneuve-le-Roi, à La Rivière (Theil), et dans les nombreux pariages (Dolloy, Lixy, Lorrez-le-Bocage, Voux, Dixmont, Granges-le-Bocage, Pont-sur-Yonne, etc). Le fermage des prévôtés n'est pas systématique ("mise en garde") par manque d'adjudicataires ou quand les circonstances politiques l'exigent.
Les pariages quittent le domaine royal pour entrer dans des douaires de reines. Ils finissent par être aliénés pour former le duché de Nemours (pariages du Gâtinais), ou aliénés à des particuliers (Dixmont). Le pariage de Granges disparaît durant la Régence. Avec la prévôté de Fleurigny (XVIe siècle), la présence prévôtale royale est somme toute très discrète. Par souci de bonne gestion, la Couronne n'a conservé que les prévôtés lui permettant des interventions politiques, et abandonné les petits centres de gestion.

### Prévôtés et bailliages particuliers
Au premier chef, le bailliage de Sens régente des centaines de prévôtés et de bailliages possédés par des seigneurs particuliers, qu'ils fussent lais ou clercs. Ce sont elles qui dessinent le ressort du bailliage de Sens qui va outre Saône, au bord de la Meuse, dans le Nivernais, le Tonnerrois. Il faut mentionner des enclaves en pays troyen (dépendances du Chapitre de la cathédrale Saint-Pierre de Troyes), aux portes de Chalon-en-Champagne (Matougues), et aux abords de Sézanne. Pour mémoire, la vallée du Loing, la Brie de Melun, l'Auxerrois permettaient au bailli de Sens d'intervenir de droit au XIVe siècle.

### Bailliage d'Auxerre
Du règne de Charles V à celui de Charles VI, le comté d'Auxerre acquis par la Couronne est administré par un bailli. Pour le soulagement des peuples, ce bailli est le même que celui de Sens. Il est doté de quelques agents opérant depuis Auxerre : lieutenant, procureur du Roi, avocat du Roi. Cette structure légère succède à celle du bailliage comtal d'Auxerre constamment mis en position d'échec depuis le règne de Philippe Auguste. De ce fait, la vie judiciaire d'Auxerre pâtit d'un discrédit certain. On notera que le ressort du bailliage se limite à celui du seul domaine comtal acquis de la famille de Chalon, et non de celui du diocèse. De ce fait, il concerne la cité, ses abords et la vallée de l'Yonne (Saint-Bris, Escamps, Gy-l'Évêque, Cravant, Mailly). Les Sénonais ont su se faire pourvoir à Auxerre (ex. le lieutenant Tribole, le receveur La Plotte). Mais en sens inverse, des Auxerrois ont su intégrer la prévôté de Villeneuve-le-Roi et gagner à partir de là de très hautes fonctions à Paris (ex. Vivien).
Au sens strict, le bailliage d'Auxerre est autonome, mais dans les faits il est piloté par celui de Sens.

## Principaux baillis
- Étienne Tastesaveur, bailli de 1253 à 1271. Il présente la double particularité d'être à la fois un des premiers non-nobles bailli du royaume, et de rester très longtemps à son poste.
- Godemar du Fay, bailli en 1347. Il arrive à Sens déplacé après avoir été incapable de garder les passages menant à Crécy.
- Bethon de Marcenat, bailli de 1370 à 1373. La confiance de Charles V permet de lui confier conjointement le bailliage de Sens et celui d'Auxerre en 1371, à la suite de l'acquisition du comté d'Auxerre par la Couronne.
- Guillaume de Chaumont, seigneur de Rigny-le-Ferron, bailli de 1417 à 1424. Neveu de l'archevêque de Sens. Actif Armagnac, il perd le contrôle de la cité encerclée par le roi d'Angleterre et le duc de Bourgogne se rendant de Troyes à Paris. Il se replie alors sur Montargis et fera partie des assiégés d'Orléans secourus par Jeanne d'Arc.
- Thomas Fassier, bailli en 1422 et 1423. Natif de Nevers, secrétaire et notaire du Roi, il passe au service des Anglais à la suite du traité de Troyes (1420). Il assure la liaison entre Calais (duc de Gloucester) et Rouen (duc de Bedford) durant tout le procès de Jeanne d'Arc, et présentera sa note de frais à Charles VII après le traité d'Arras (1435).
- Guillaume Jouvenel, bailli de 1437 à 1445. Devient chancelier du royaume sous Charles, VII et Louis XI.
- Charles de Melun, bailli de 1461 à 1467. Favori de Louis XI. Exécuté pour trahison.
- Regnault du Chastelet, bailli de 1467 à 1477. Ce Lorrain participe à des combats sur les confins lorrains.
- Durand de Villegagnon, chevalier de Malte, issu d'une famille bourgeoise de Provins. Fondateur de Rio-de-Janeiro. Il empêche les Protestants de s'emparer de la cité de Sens.